# ZIS-151
Le ZIS-151 était un camion militaire produit par ZIS à Moscou de 1948 à 1958. En 1956, l'usine a été rebaptisée Zavod imeni Likhacheva et les nouveaux camions ont été appelés ZIL-151 (ЗИЛ-151).
Le ZIS-151 a été le premier grand camion militaire soviétique à traction intégrale construit après la Seconde Guerre mondiale, remplaçant le Studebaker US6 américain importé et le précédent ZIS-6 soviétique. Début 1948, les cabines étaient en bois, bientôt remplacées par une cabine en acier. Des dizaines de milliers ont été produits, y compris des versions spécialisées pour le transport de différents types de marchandises. Les Soviétiques ont également trouvé dans ces camions une plate-forme idéale pour les lance-roquettes BM-13 Katioucha.
Les développements les plus célèbres du ZIS-151 étaient le transport de troupes blindé BTR-152 et le véhicule amphibie BAV 485. En raison de la déstalinisation, le ZIS-151 a été renommé en 1956 ZIL-151.
En 1958, un modèle amélioré, le ZIL-157, fut introduit et remplaça le ZIS-151. Il se distinguait extérieurement par sa calandre et ses pneus arrière simples, au lieu des pneus jumelés du ZIL-151.
En 1956, les Chinois ont commencé à construire le ZIS-151 sous licence sous le nom de Jiefang CA-30 chez First Automobile Works, avec un peu plus de puissance et des ailes avant angulaires. Le pneu unique amélioré CA-30, introduit en 1958, est resté en production jusqu'en 1986.

## Mécanique
Le ZIS-151 était une conception 6x6 basée sur le précédent camion ZIS-150 4x2. Les différences les plus notables étaient quelques modifications apportées au châssis pour le renforcement, à côté d'une calandre modifiée. Le moteur est resté le même que celui du ZIS-150, il s'agissait du moteur 6 cylindres de 5,6 litres.

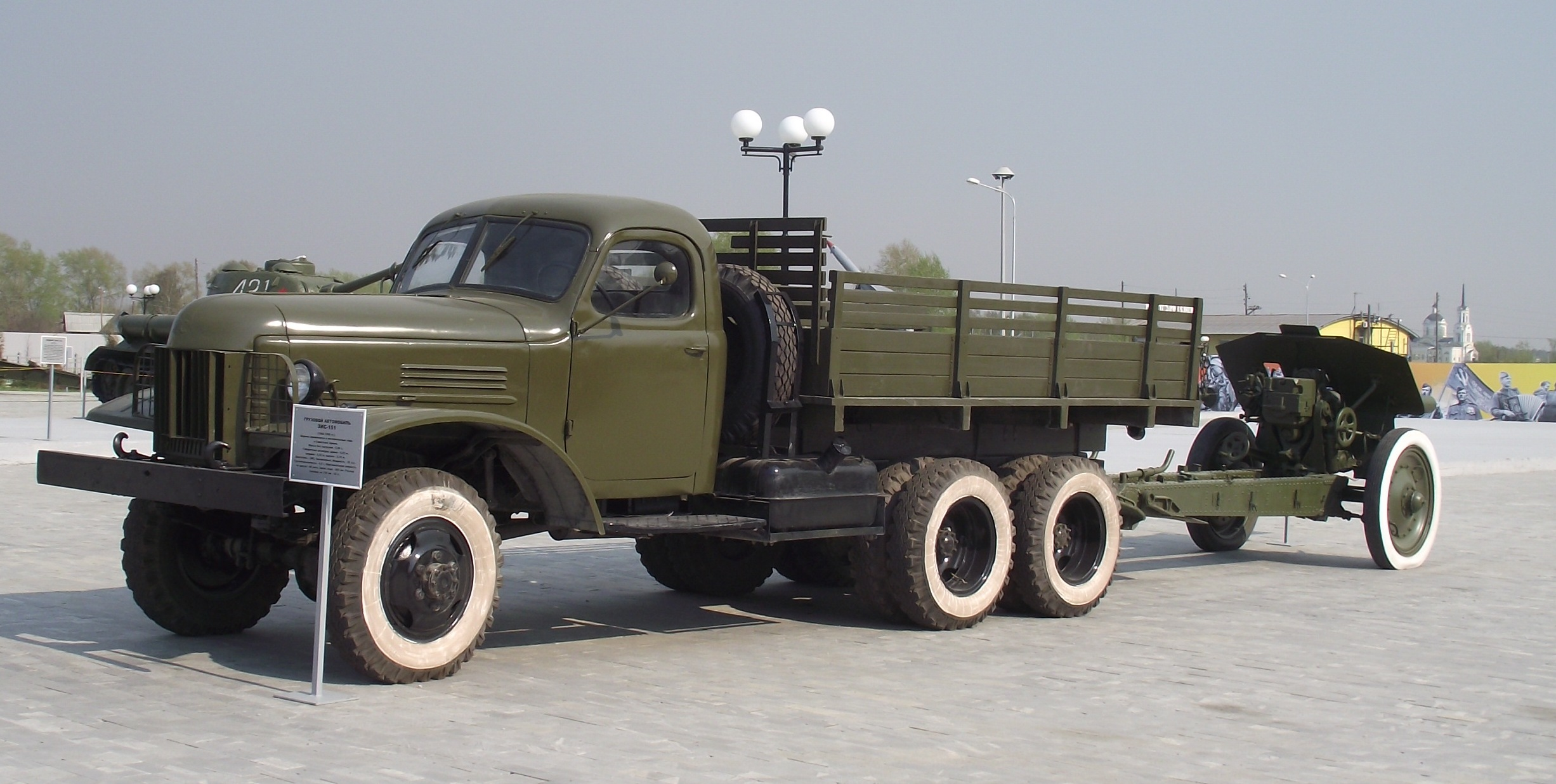
ZIS-151 dans un musée.
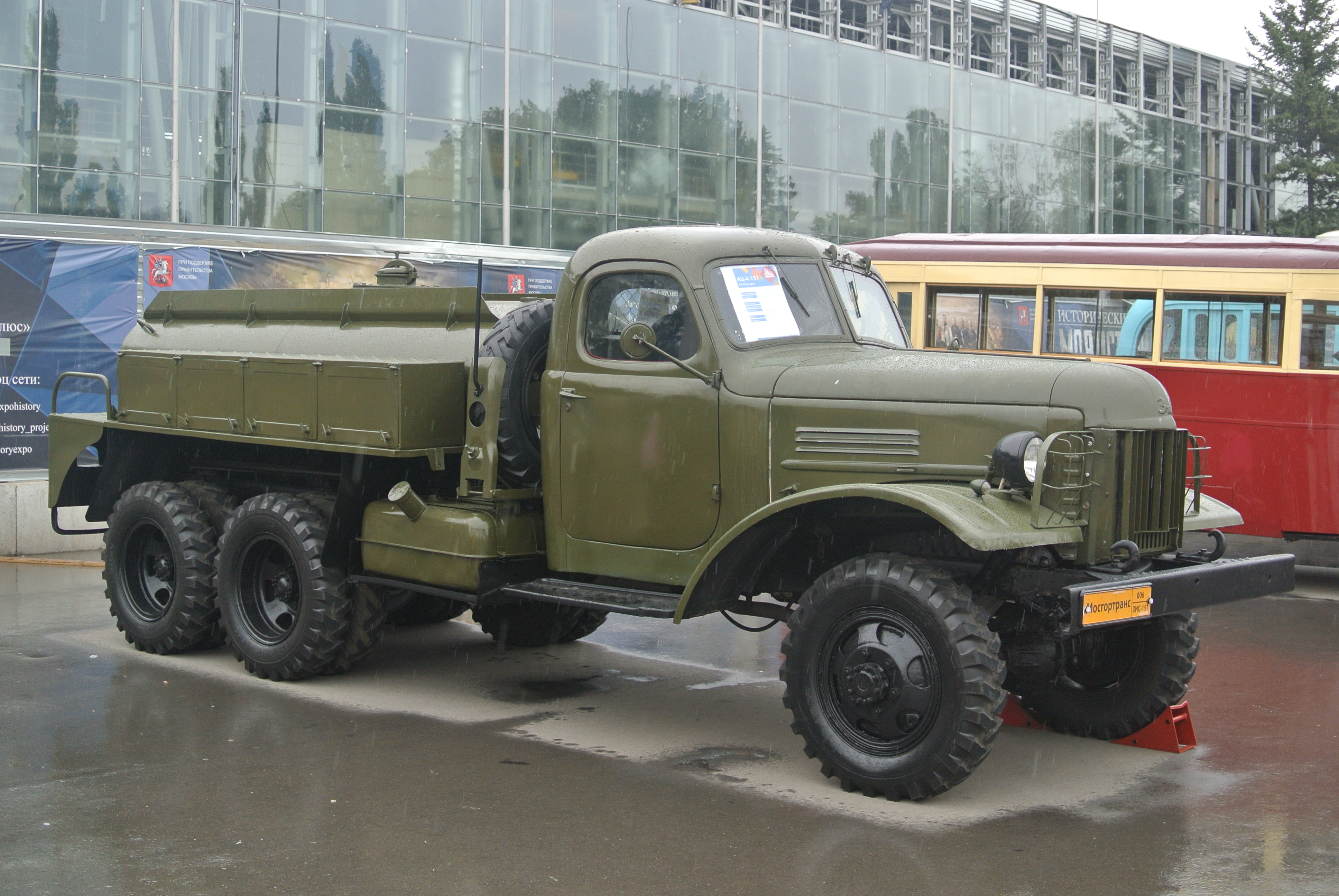
Tanker AZ-4-151 basé sur le ZIS-151 lors d'une exposition à Moscou (2015).
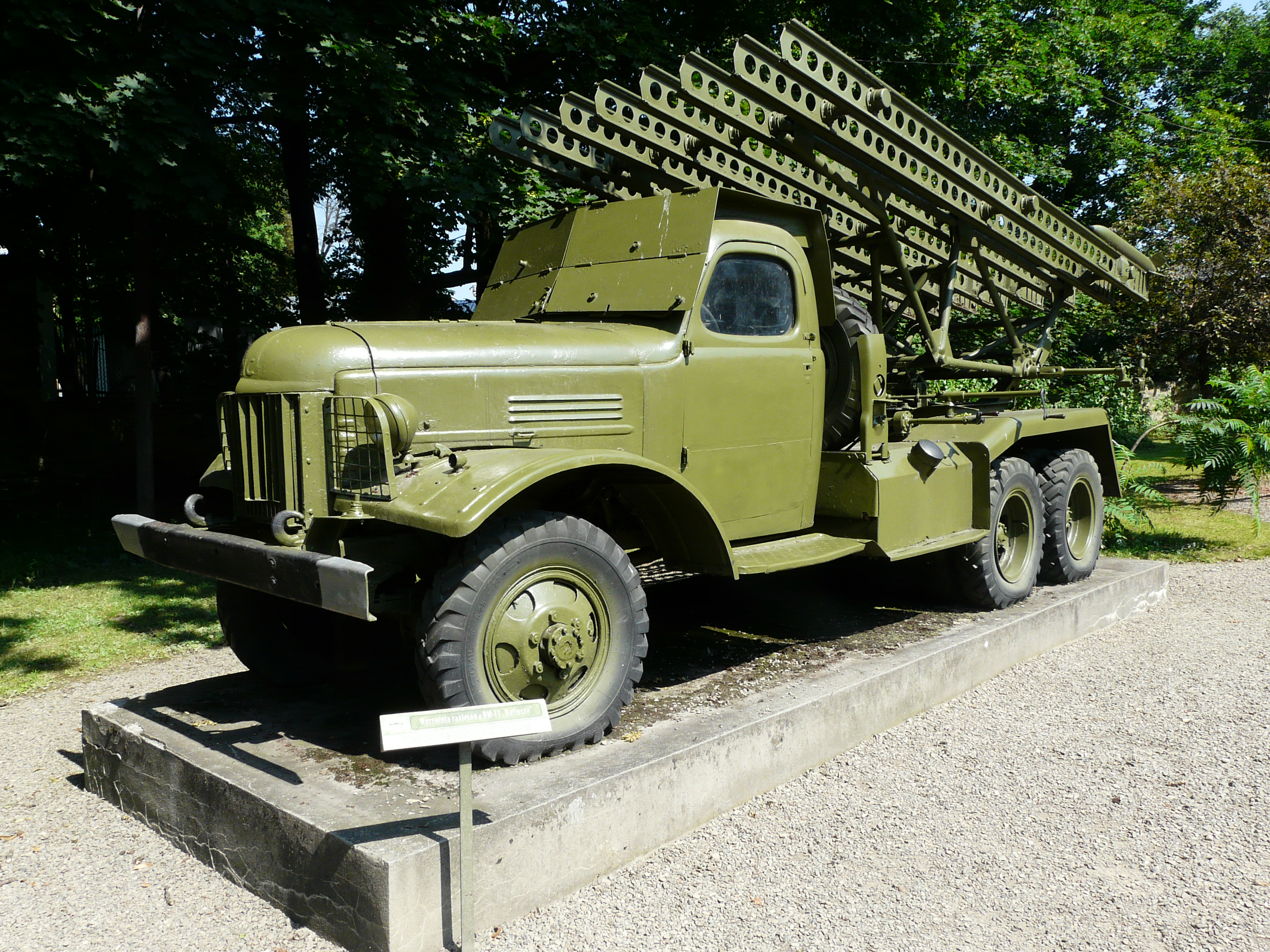
Lanceur de projectiles BM-13-16 sur le châssis d'un ZIS-151 (2012).
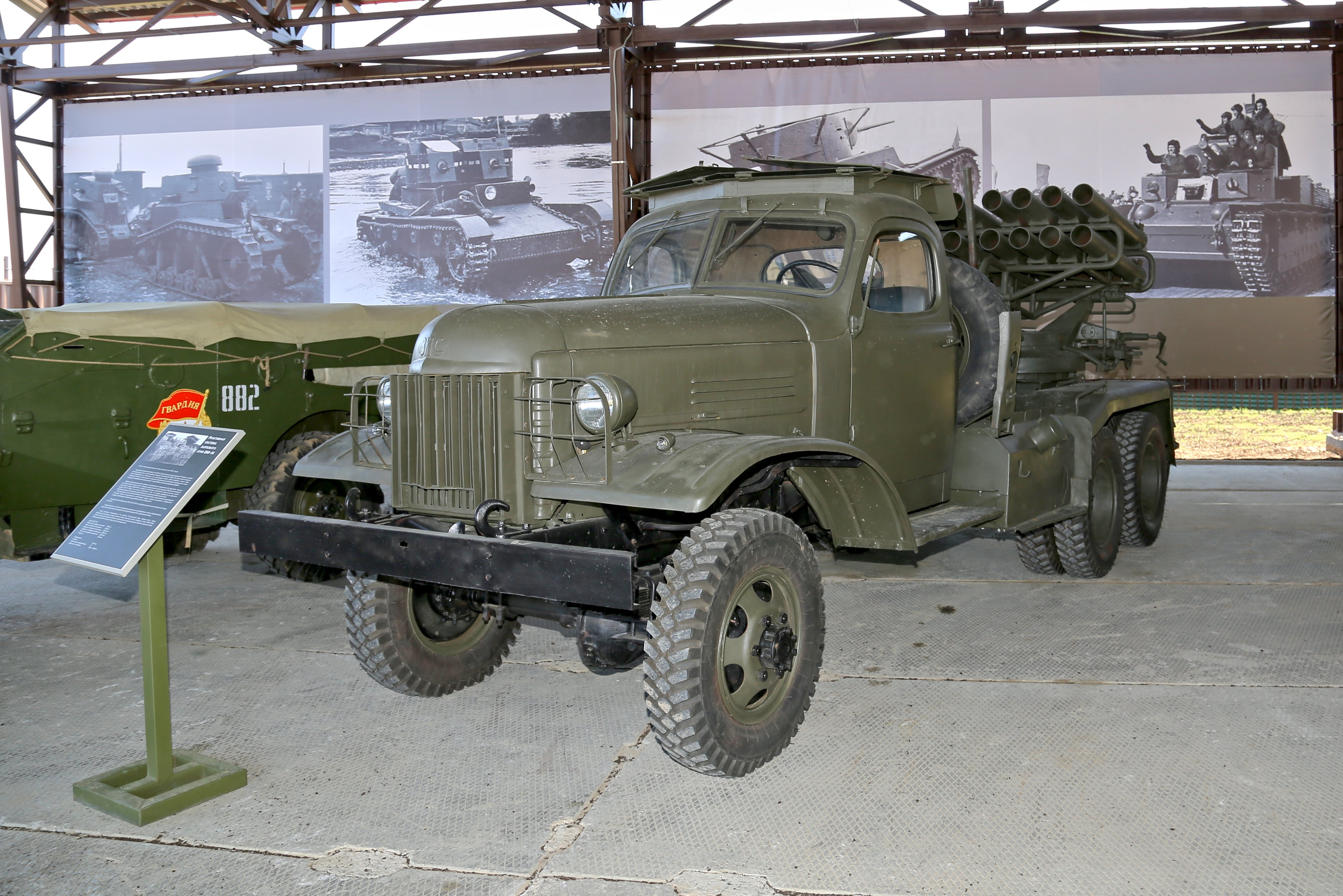
Lanceur de projectile ZIS-151 dans un musée.
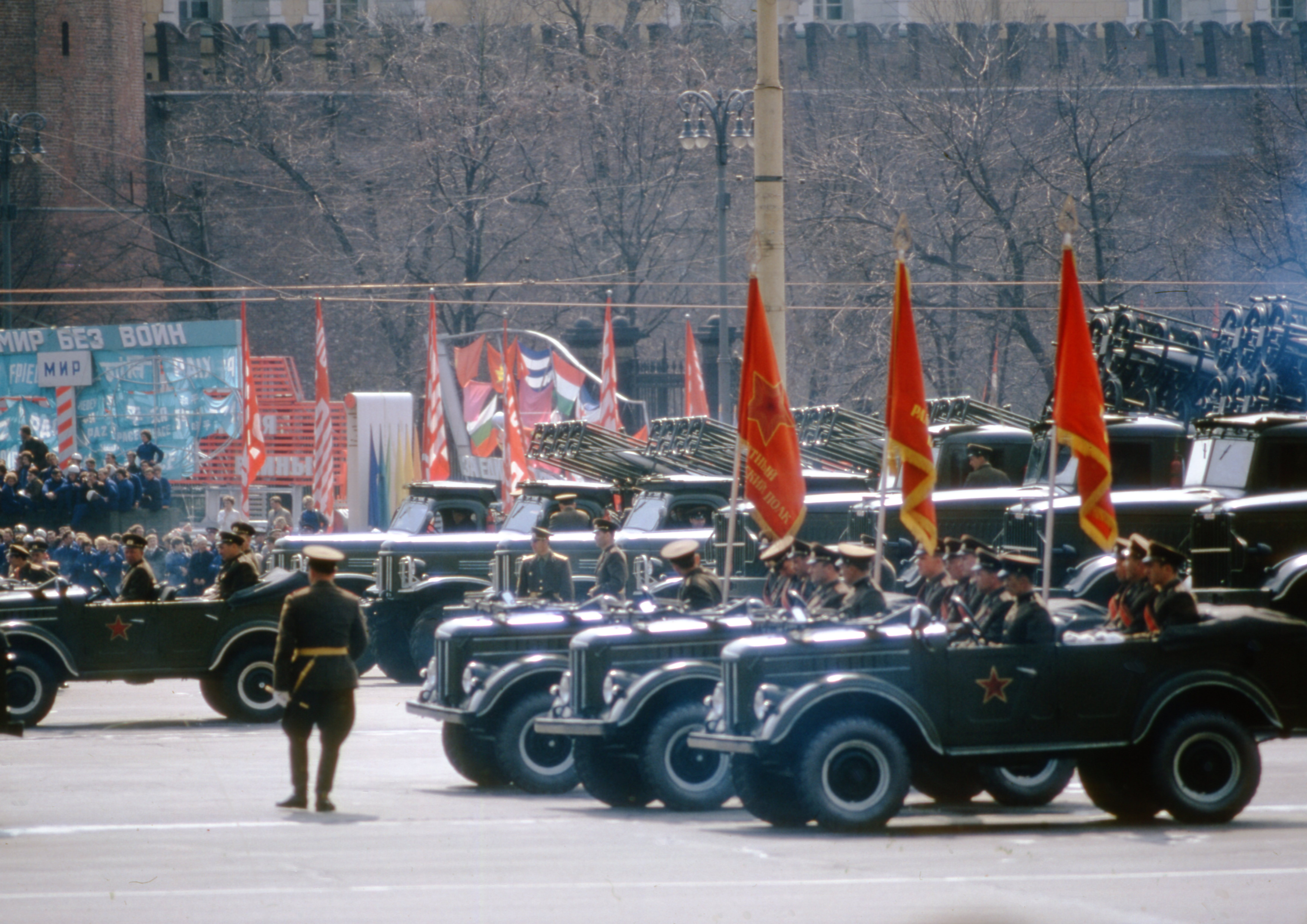
Camions ZIS-151 lors du défilé du 1er mai à Moscou 1964, loin derrière.